# Sleeping Dogs
Sleeping Dogs es un videojuego de mundo abierto y aventura publicado en agosto de 2012, para Microsoft Windows, PlayStation 3 y Xbox 360. Sleeping Dogs se ambienta en Hong Kong, el personaje jugable protagonista es un policía, Wei Shen, cuya misión consiste en infiltrarse en las Tríadas.
El videojuego fue anunciado en 2009 con el título True Crime: Hong Kong, la tercera entrega y reinicio de la serie de videojuegos True Crime. Como resultado de los altos costes de producción y diversos retrasos, el videojuego fue cancelado por Activision Blizzard en 2011. Seis meses después fue anunciado que Square Enix había adquirido los derechos para publicar el videojuego con un nuevo título, Sleeping Dogs, sin ninguna relación con True Crime.
En octubre de 2013, la desarrolladora United Front Games anunció que un videojuego titulado Sleeping Dogs: Triad Wars, del género multijugador masivo en línea (MMO)  y ambientado en el universo de Sleeping Dogs, se encontraba en producción. También confirmó que sería la segunda entrega de la serie y que sería publicado por Square Enix.
Square Enix anunció en agosto de 2014 la versión Definitive Edition de Sleeping Dogs para PC, PlayStation 4 y Xbox One. Se publicó el 10 de octubre de 2014.
A mediados de 2017 la desarrolladora United Front Games lanzó una remasterización de Sleeping Dogs, con 24 actualizaciones y varios extras con mejoras significativas en las gráficas para las videoconsolas de nueva generación. 

## Jugabilidad
La jugabilidad de Sleeping Dogs se centra en un ambiente de mundo abierto en el cual el jugador se puede mover libremente. Sleeping Dogs se juega en una perspectiva en tercera persona. Es un juego de acción y aventura con elementos de RPG. El jugador controla a Wei Shen, un oficial de policía chino-estadounidense, que se infiltra en la tríada Sun On Yee, referencia a la organización criminal real Sun Yee On. El personaje tiene la habilidad de caminar, correr, saltar, trepar obstáculos y usar armas junto con artes marciales para combatir. El jugador también puede conducir una gran cantidad de vehículos, tales como automóviles, embarcaciones y motocicletas.
El sistema de combate se centra en peleas cuerpo a cuerpo, similar al sistema de combate "Freeflow" de Batman: Arkham Asylum. También cuenta con un sistema de coberturas que permite al jugador moverse entre diferentes coberturas y disparar de diferentes formas o incluso apuntar a diferentes partes del cuerpo de un enemigo durante los tiroteos. En cuanto a los segmentos de conducción, muchos de los desarrolladores habían trabajado en la serie Need for Speed. Mientras conduce, Wei puede salir y entrar en vehículos en movimiento.
Aunque las misiones que se desarrollan con la historia del juego son necesarias para desbloquear algunos contenidos y secciones del mapa, los jugadores las pueden completar a su voluntad. Cuando no se encuentran haciendo estas misiones los jugadores pueden explorar libremente Hong Kong, dándoles la oportunidad de participar en otras actividades, como unirse a un club de pelea, cantar en karaokes, visitar casas de apuestas, apostar en peleas de gallos, comprar ropa y participar en peleas callejeras. También hay una gran cantidad de novias potenciales para Wei Shen. Completar exitosamente las misiones secundarias pueden proveer al jugador de otro tipo de recompensas.
Sleeping Dogs incluye elementos de videojuegos de rol, con tres diferentes ramificaciones de experiencia: Triad XP, Face XP, y Police XP. Triad XP y Police XP miden la devoción de Wei hacia la tríada o la policía, respectivamente, mientras que Face XP mide su reputación general. Hay ropa, accesorios y vehículos disponibles para ser comprados por Wei y tienen un efecto en cómo los personajes no controlados por el jugador lo perciben. Las habilidades del personaje, como por ejemplo el combate cuerpo a cuerpo, mejoran a medida que se utilizan.
Aunque no posee un modo multijugador, el juego incluye un marcador de puntuación en línea.

### Interfaz
La interfaz de juego incluye un minimapa circular en la zona inferior izquierda de la pantalla, que muestra una representación en miniatura de la ciudad y las locaciones principales u objetivos. La salud de Wei es representada por un medidor a la izquierda del minimapa, mientras que otro medidor, a la derecha, representa su  Rostro/Reputación, que le permite a Wei recuperar salud durante una pelea cuando está lleno, para vaciarse después de un periodo corto de tiempo. Cuando Wei está armado, un pequeño ícono en la esquina superior derecha de la pantalla muestra el arma equipada y la munición disponible.

## Localización

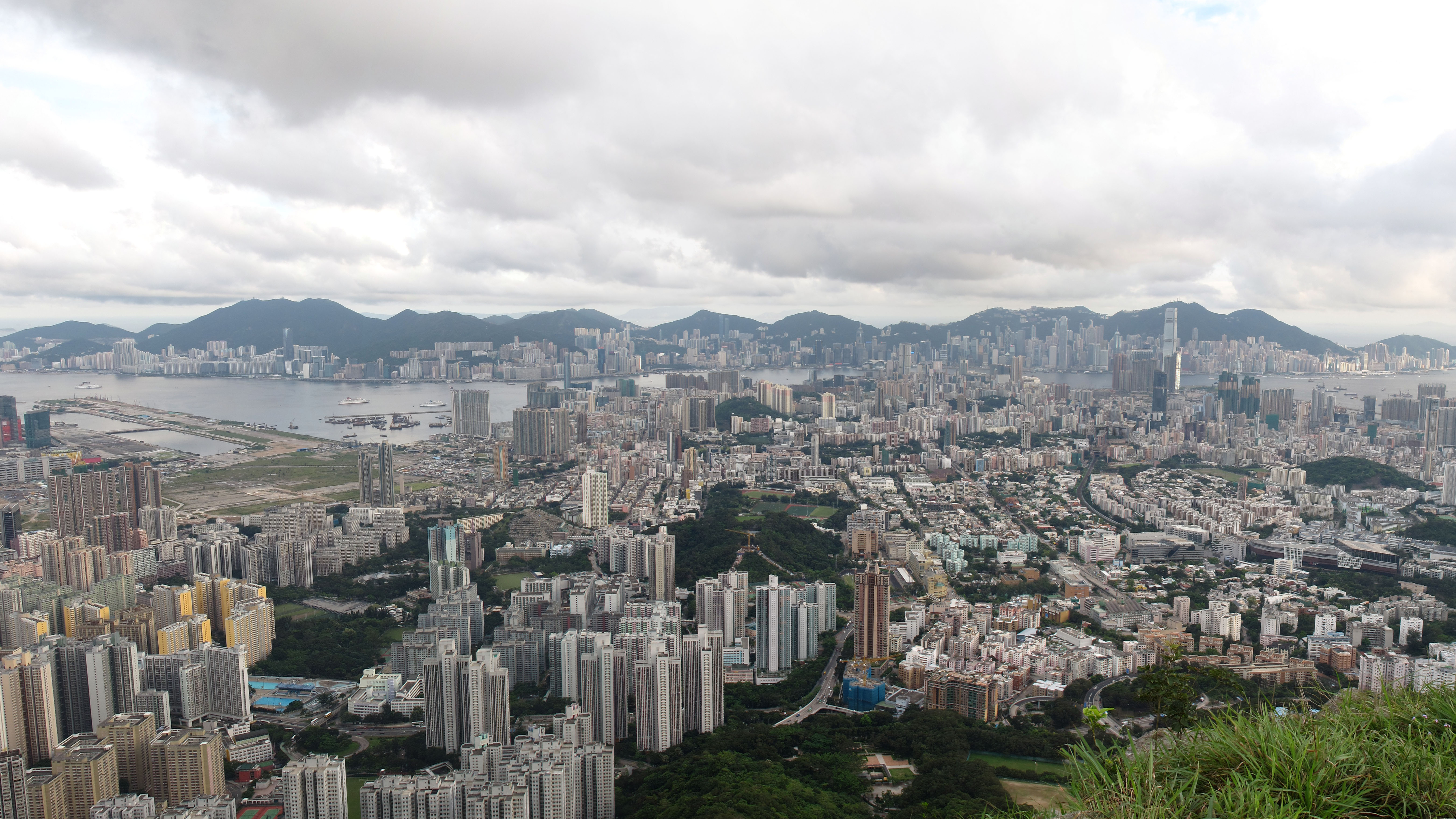
La trama se desarrolla dentro del entorno urbano de la ciudad de Hong Kong.

El juego transcurre en un Hong Kong moderno, con el jugador controlando a Wei Shen, un oficial del departamento de policía de San Francisco, quien ha sido asignado al Departamento de Policía de Hong Kong. Wei fue asignado por la Oficina de Crimen Organizado y Tríadas para infiltrarse en la tríada Sun On Yee (equivalente a la Sun Yee On, que es una tríada real).
Hay dos historias secundarias dentro de la principal: la primera es la lucha personal de Wei de completar su labor como policía y tener que cometer crímenes para la tríada. La otra trata sobre las misiones dadas por un lugarteniente de la tríada, tales como asesinar miembros de la tríada que son fieles a otros lugartenientes. La isla está dividida en cuatro distritos ficticios llamados igual que áreas reales.

## Sinopsis
El juego comienza en Puerto de Victoria, donde el contrabandista de drogas Wei Shen es arrestado después de un negocio que salió mal. Encerrado en la cárcel, Wei encuentra a su viejo amigo Jackie Ma, quien le ofrece presentarle a miembros de la tríada Sun On Yee una vez liberados. Wei se encuentra con el Superintendente Thomas Pendrew y otro oficial de policía, Raymond Mak. Wei es un policía encubierto y su arresto fue orquestado para que pudiera contactar con Jackie. Wei, a través de Jackie, conoce a Winston Chu, un líder local del Sun On Yee y de la banda criminal Water Street Gang, en el cuartel de Winston, el restaurante Golden Koi, del cual su madre es propietaria. Winston manda a Wei a realizar diversas misiones para recuperar territorio de Sam "Ojos de Perro" Lin, líder de la banda rival Jade Gang. Durante una misión Wei es arrestado por la Inspectora Jane Teng, pero Pendrew paga su fianza y revela su identidad como policía encubierto a la detective.
Después de un ataque al Golden Koi por Ojos de Perro, Winston atacó uno de los almacenes de Ojos de Perro. Wei convence a Winston de perdonar la vida del fabricantes de drogas de Ojos de Perro, Siu Wah, para evitar la ira del jefe del Sun On Yee, Tío Po. Wei destruye el almacén y captura a Wah, ganando la confianza total de la banda. Cuando Winston es convocado por Tío Po, Wei reporta la reunión a Raymond, su gestor en la policía, quien se muestra su preocupación ya que piensa que Wei se está convirtiendo en "uno de ellos".
En la boda de Winston, la Sun On Yee es atacada por una tríada rival, los 18K (basados en la tríada real 14K). Winston y su esposa son asesinados por el miembro de la 18K Johnny Caraderata y Tío Po es herido gravemente, sin embargo Wei logra llevarlo al hospital. Al salvar su vida Tío Po promueve a Wei al rango de líder local, tomando el lugar de Winston en la Water Street Gang. Como petición de la madre de Winston, Sra. Chu, Wei captura a Johnny, que confiesa que Ojos de Perro estuvo detrás de la masacre en la boda. Wei captura a Ojos de Perro y lo entrega a la Sra. Chu, quien lo mata.
Cuando un líder Sun On Yee llamado Henry "Sonrisas" Lee intenta apropiarse de territorio propiedad de la Water Street Gang, Wei se resiste, haciendo una alianza con otra líder, llamada "Nariz Rota" Jiang. Durante una reunión con los demás líderes y un hospitalizado Tío Po, Jiang nómina al sobrino de Po "Papada" Tsao como un jefe temporal de la Sun On Yee para prevenir la auto nominación de Lee. Después, por petición de Jiang, Wei sabotea la residencia de Tsao para hacerlo parecer incompetente como líder, limitando el número de candidatos para reemplazar a Po como presidente de la tríada a solo dos: Jiang y Lee. Cuando Tío Po muere súbitamente, Wei es informado por Pendrew que sus deberes como policía encubierto han terminado; sin embargo el primero protesta alegando que si Lee asume el poder de la Sun On Yee, las cosas serán mucho peor que lo que eran bajo el liderazgo de Tío Po.
Furioso ante la insubordinación de Wei, Pendrew se involucra en un ataque en la Sun Un Yee durante el funeral de Po. Además revela la identidad de Wei a Lee, quién intenta capturar a Wei secuestrando a Jackie, enterrándolo vivo, torturándolo y asesinándolo. Afligido, Wei es capturado por el maestro de torturas de la Sun On Yee, Sr. Tong. Wei logra escapar, asesinando a Tong y sus secuaces antes de ir a cazar a Lee. Después de una larga y ardua persecución, Wei acorrala a Lee y lo asesina metiéndolo en una trituradora de hielo. Raymond felicita a Wei por su excelente trabajo, pero le informa que Pendrew será promovido a la Interpol y, por lo tanto, no podría ser detenido por haberle dado información a Lee.
Al siguiente día Wei recibe un paquete de Jiang. Dentro de este hay un video que muestra a Pendrew asesinando a Tío Po en el hospital para permanentemente ocultar la relación previa entre los dos: Po le entregó a Pendrew altos mandos de la tríada, dando a ambos un ascenso en sus respectivas carreras. Con la evidencia Wei logra hacer que Pendrew sea sentenciado de por vida en prisión, sabiendo que no sobrevivirá mucho en un lugar lleno de los criminales que ayudó a encerrar. Más tarde, cuando Wei se encuentra con la oficial Ten, es observado por Jiang. Ella le dice a sus compañeros que dejen a Wei en paz ya que él ha demostrado serle fiel "de una forma u otra".

### Capítulos adicionales descargables

#### Pesadilla en North Point
Después de una noche en el cine, su cita "No Soy Ping" es abducida por el fantasma de Gato Sonrisas, quién ha salido del inframundo para vengarse de los Sun On Yee. Gato Sonrisas solía ser Cicatriz Wu, un gánster el cual fue mandado a matar por Tío Po por sus subordinación. Su nombre póstumo, el cual odia, fue adquirido cuando su cuerpo fue enterrado en una bolsa de comida para gato cuya marca posee el mismo nombre. Él ha levantado un ejército de Jiang Shi y Yaoguai (demonios) para ayudarle a cumplir sus objetivos, además de miembros del 18K poseídos. Cuando Wei se da cuenta de que sus habilidades de pelea no funcionan contra los demonios, un boticario le prepara un té que lo envuelve en la magia necesaria para derrotar a sus enemigos.
Gato Sonrisas invoca los fantasmas de Ojos de Perro, Johnny Caraderata y Cola de Caballo, un lugarteniente de Sonrisas Lee quién llevó a cabo la ejecución. Wei los derrota y los regresa al inframundo, pero no antes de que Cara de Caballo revele a Wei la forma de derrotar a Gato Sonrisas: Él debe quemar el dedo meñique de este último, la última parte de su cuerpo que queda intacta
Wei logra acabar con los demonios e incinerar el dedo, mandando a Gato Sonrisas de regreso al inframundo y liberando a No Soy Ping. Sin embargo mientras los dos se alejan de la escena una última toma (emulando la última toma de Thriller de Michael Jackson) muestra a No Soy Ping poseída mientras la pantalla se torna negra y se escucha la risa de Gato Sonrisas.

#### Torneo Zodiac
Teng pide a Wei investigar un torneo ilegal de artes marciales que está ocurriendo en una isla cercana. Teng ha logrado conseguirle a Wei una invitación para competir. Después de llegar a la isla el Maestro del torneo, Dr. Zhang, llega y les informa a los competidores que son "lo mejor de lo mejor" y que el torneo está siendo visitado por la gente más rica y poderosa de Asia. Wei conversa con otros competidores, entre ellos Little Fu, quién clama ser un admirador suyo desde que ayudó a su padre en el mercado. Después de derrotar a diversos rivales y sobrepasar caminos llenos de trampas, Little Fu da a Wei un poco de té antes de una pelea, sin embargo el té resulta estar envenenado, ya que Fu había apostado por un peleador rival. A pesar de estar en malas condiciones para pelear, Wei logra vencer a su rival y se cura con plantas medicinales. Después de esa pelea Wei y otros peleadores son llamados para la pelea final. A mitad de la pelea, Zhang insiste en que esta se convierta en una pelea a muerte, donde sólo uno quede vivo. Cuando los peleadores se rehúsan, Zhang revela que el techo está cubierto con espinas y preparado para bajar poco a poco y que detendrá cuando solo uno de ellos quede vivo. Los peleadores no tienen otra opción que pelear, sin embargo Wei le hace prometer que quien sea que sobreviva matará a Zhang. Al final Wei gana y persigue a Zheng. Después de una pelea el último trata de persuadir a Wei de perdonarle la vida clamando que había ganado 50 millones de dólares al organizar la pelea y apostando por Wei y le promete la mitad del dinero si se hace su socio, diciendo "es un precio justo por tragarte tu honor, ¿no lo crees?". Como respuesta Wei rompe el cuello de Zhang diciendo "No, no lo es, mi orgullo vale mucho más" y regresa a Hong Kong solo.

#### El año de la serpiente
La historia empieza con Wei en el cuartel general de operaciones encubiertas (ahora una estación de policía) con la Inspectora Teng, quien le informa que los oficiales estaban disgustados con la insubordinación de Wei cuando se infiltró en el Sun On Yee; por lo que Wei fue degradado a patrullero. Una noche, cuando Wei estaba a punto de poner una multa, se encuentra con un automóvil sospechoso y lo persigue (mientras llama a la estación para revisar el número de placa y descubren que es un auto rentado). El automóvil se detiene cerca de un grupo de personas bailando posando como un dragón, Wei pregunta a los espectadores si no han visto a las personas que iban en el carro sospechoso. Pronto logra encontrarlos y aprehenderlos, para después dirigirse al automóvil, que resultó ser una bomba. Él lleva el automóvil al muelles y logra lanzarlo al mar. Después de este incidente Wei descubre de donde vienen los sospechosos que arrestó, un almacén, que resulta ser la guarida de un culto. Wei logra escapar a una emboscada en el almacén con la ayuda de un policía. Después de esto Wei y Teng interrogan a uno de los sospechosos que revela la predicción del fin del mundo en el año nuevo chino que el culto hizo. Durante el resto de la crisis Wei acaba con las actividades del culto y logra aprehender al líder durante la celebración del año nuevo chino.

## Personajes
Sleeping Dogs presenta a un numeroso elenco. El personaje jugable es el detective Wei Shen (interpretado por Will Yun Lee), un oficial encubierto infiltrado en una Tríada. Otros personaje importantes son el superintendente de Policía Thomas Pendrew (Tom Wilkinson), el gestor de Wei Raymond Mak (Byron Mann), el amigo de la infancia de Wei y miembro de bajo perfil de la Tríada Jackie Ma (Edison Chen); y el jefe de la tríada "red pole" Winston Chu (Parry Shen).
- Wei Shen: Nacido en el barrio de Old Prosperity, Hong Kong, Wei se trasladó a San Francisco, en Estados Unidos, donde estudió ciencias políticas y se graduó con honores. Ingresó en el cuerpo policial de San Francisco, donde debido a sus capacidades y su conocimiento acerca de las Tríadas fue considerado como el candidato perfecto para actuar como policía infiltrado. Wei regresó a Hong Kong donde se reencontró con su viejo barrio, y gracias a contactos, pudo entrar en el círculo de acción de los Sun On Yee, una de las bandas más poderosas de las Tríadas de Hong Kong. El personaje es doblado por el actor americano-coreano Will Yun Lee.[12]

- Jackie Ma: Jackie era un amigo de la infancia de Wei Shen, y cuando éste regresó a Hong Kong, Jackie lo ayudó a contactar con los Sun On Yee, ya que él era un miembro de bajo nivel de la banda. Jackie será el principal contacto de Wei dentro de la banda, y pese a que no posee destreza con las armas ni una elevada inteligencia, lo compensa con actitud. Es doblado por el cantante y actor chino-canadiense Edison Chen.

- Winston Chu: Winston era un miembro de nivel medio de los Sun On Yee y el primer jefe de Wei dentro de la banda. Winston comenzó una guerra contra un viejo amigo suyo, «Ojos de Perro» Lin, el cual pretendía arrebatarle el control de sus territorios. Winston es adicto a los esteroides lo que lo hace impulsivo y agresivo en ocasiones, lo que sumado a su poca astucia lo convierte en alguien imprudente en ocasiones, sin embargo, Wei afirma que Winston es un hombre de honor. El personaje es doblado por el actor Parry Shen.

- Conroy Wu: Conroy era la mano derecha del Red Pole Winston Chu. Ambos eran muy parecidos: adictos a los esteroides, impulsivos, agresivos y de corta astucia. La elección de Conroy causó que muchos dudaran sobre la capacidad de elegir de Winston a sus colaboradores.

- Sam Lin «Ojos de Perro»: «Ojos de Perro» era uno de los viejos conocidos de Wei en Old Prosperity. Wei lo consideraba, ya desde joven, alguien mezquino, pues cree que fue él quien introdujo a su hermana Mimi en las drogas. Lin se convirtió en Red Pole y en la mano derecha del poderoso «Sonrisas» Lee y empezó una guerra interna contra Winston, quien en su juventud fuera amigo inseparable. Si bien es poco inteligente y provocador, su ambición y falta de escrúpulos le hacen alguien peligroso.

- Ricky Wong: Ricky es la mano derecha del productor Sonny Wo, involucrado con los Sun On Yee. Ricky actúa tanto de contacto de «Tío Po» con «Sonrisas» Lee como con Sonny Wo, además de actuar también como matón si es necesario. Wei adquirió una buena opinión de Ricky, considerándolo alguien leal y con código moral.

- Sonny Wo: Sonny Wo es un célebre productor musical, cuya empresa posee participaciones importantes en televisión, radio y cine. Sonny ha basado su éxito en sus relaciones con las Tríadas, especialmente con los Sun On Yee, los cuales emplean a Sonny para lavar su dinero. La fama de Sonny tampoco es muy buena, ya que es conocido por aprovecharse de las mujeres que desean trabajar para él e incluso emplearlas en prostitución e industrias pornográficas.

- David Wa-Lin «Tío Po»: «Tío Po» es el presidente y líder de los Sun On Yee. Bajo una fachada de anciano amable y débil, dirige con mano de hierro a una de las más poderosas Tríadas de Hong Kong. Pese a que «Tío Po» no aboga por la violencia, su ascenso al liderato se produjo por ese camino y también respalda a otros miembros como «Sonrisas» Lee para que le hagan el trabajo sucio. Su combinación de intelecto, aspecto frágil y recursos le han hecho un hombre respetado por todos los Red Pole de los Sun On Yee.

- Henry «Sonrisas» Lee: Lee es un Red Pole de los Sun On Yee. Lee se hizo célebre por emplear métodos excesivamente violentos, incluso para los estándares de las Tríadas. Se metió en los negocios de la prostitución, drogas e industria pornográfica. Su falta total de escrúpulos, los beneficios que generaba y su capacidad para lavar el dinero de los Sun On Yee le hicieron ascender a velocidad vertiginosa hasta convertirse en el principal aspirante a suceder a «Tío Po» como presidente.

- «Nariz Rota» Jiang: Jiang es una Red Pole de los Sun On Yee y la jefa de Winston Chu. Pese a que no es común que una mujer ejerza el liderazgo en las Tríadas, Jiang se hizo respetar por una combinación de astucia y asesinatos. Mantiene una posición desfavorable con el negocio de la prostitución, lo que la enfrenta con otros Red Pole de la banda como «Sonrisas» Lee y sus métodos violentos. Al igual que Lee, mantiene la aspiración de ser presidenta de los Sun On Yee.

- Howard «Papada» Tsao: Tsao es un Red Pole de los Sun On Yee y sobrino del propio «Tío Po». Intenta mantener una imagen respetable controlando negocios de apuestas, importación o falsificación. Su adicción a la heroína le hicieron mentalmente inestable, paranoico y de humor cambiante.

- Pendrew: Superior de Wei en el cuerpo de policía de Hong Kong, Pendrew es un policía de la antigua escuela; disciplinado, exigente y duro, pero también comprensivo. No es de a los que les importan las reglas, siempre y cuando consiga sus objetivos. El personaje es doblado por el actor inglés Tom Wilkinson.

- Comandante Tang: Tang es policía de Hong Kong y la primera que descubre la tapadera de Wei como policía infiltrado en las Tríadas, después de arrestarle. Tang y Wei colaboran juntos para desmantelar las operaciones y trapicheos de las Tríadas, además de para resolver crímenes y asesinatos.

- Raymond Mak: Raymond es el encargado de supervisar a Wei por orden de Pendrew. Raymond tiene unos procedimientos completamente opuestos a los de Wei, siendo muy disciplinado con las reglas y la actitud, creyendo que Wei está demasiado implicado con los Sun On Yee para poder actuar de forma exitosa como policía infiltrado.

- Naz: De nombre Sakinder Sajan Naz, era un traficante que se convirtió en confidente de la policía a cambio de inmunidad. Bajo el nombre clave de «Bribón», Naz informaba a la policía sobre las Tríadas, pero se sabe que ocultaba información con la intención de jugar a dos bandas. También se aprovechaba de su inmunidad para continuar traficando con drogas.

- Amanda Cartwright: Amanda era de origen estadounidense y contactó con Wei en un viaje turístico suyo a Hong Kong. Amanda y Wei se relacionan esporádicamente. El personaje es doblado por la actriz estadounidense Emma Stone.

- Tiffany Kim: Dirigente de uno de los principales clubs de Hong Kong donde acuden miembros de las Tríadas, Tiffany se convirtió en un contacto de Wei.

- Vivienne Lu: Vivienne es una estrella de cine en Hong Kong que trabaja con Sonny Wo. Mantiene una relación sentimental oculta con Ricky Wong. El personaje es doblado por la célebre actriz chino-estadounidense Lucy Liu.

## Desarrollo

### Versión Inicial
True Crime: New York City Fue recibido con críticas mediocres y no cumplió con las expectativas de ventas. Aunque se decía que un "True crime 3" estaba en producción, estas ventas bajas llevaron a Activision a cancelar un tercer juego y enfocarse en otros títulos. No hubo mención de otro True Crime por muchos años. La producción de un juego de mundo abierto empezó en el 2008 por United Front Games, casi inmediatamente después de que este estudio fue formado. El juego estaba orientado a ser una propiedad intelectual completamente nueva, sin embargo Activision (el distribuidor del juego) pensó que el nombre de "True Crime" ayudaría al juego a vender, de esa forma el juego se convirtió en "True Crime: Hong Kong"'. Después, el 12 de diciembre de 2009, Activision lanzó el primer tráiler para el juego, llamado simplemente "True Crime", en los premios Spike Video Game Awards del 2009. El tráiler confirmaba que Activision sería el distribuidor y que un nuevo estudio, United Front Games, desarrollaría el título en lugar del desarrollador original Luxoflux, en gran parte debido a que el estudio cerró en febrero de 2010.
El 6 de agosto de 2010 fue anunciado que el juego sería retrasado hasta el 2011 para darle más tiempo a la producción. Parte de esta fase de producción consistió en traer al editor de Hollywood Tony Ciccone para hacer de consultor con los animadores del proyecto sobre los cinemáticas y también sobre la identidad visual del juego. De acuerdo con el CEO de Activision, Eric Hirshberg, quién afirmó que el retraso del lanzamiento del juego había válido la pena, dijo que quería hacer una mecánica de juego que hiciera que "la acción de pelear y disparar fuera tan sofisticada como manejar, lo cual es muy difícil de lograr en un juego de mundo abierto".
En febrero de 2011 Activision decidió cancelar el juego para concentrarse en juego en línea, que tienen un mayor mercado. El juego fue cancelado, también, porque no se le consideró ser lo suficientemente bueno para competir con otros juegos de mundo abierto. Incluso con sus proyecciones más optimistas, según Activision, no se podía ver al juego alcanzando la cima de los juegos de ese género. Activision no esperaba que el juego generara suficientes ganancias y detuvo su desarrollo. United Front Games anunció lo decepcionados que estaban en su página web: "Estamos arrepentidos de no tener la posibilidad de completar este proyecto con Activision, pero entendemos por qué. Ambos estamos comprometidos con hacer juegos de calidad y nada menos que eso. Tal vez tengamos la posibilidad de trabajar juntos en el futuro, pero por el momento ponemos nuestras metas creativas en otro lado". El productor ejecutivo del juego, Stephen Van Der Mescht le dijo a Computer and Video Games que True Crime: Hong Kong estaba terminado de principio a fin y estaba "virtualmente terminado" en términos de contenido antes de ser cancelado por Activision. A pesar de las bajas expectativas, Van Der Mescht dijo que el juego se destacaba de la competencia.
En junio de 2011, el CEO de Activision, Eric Hirshberg, explicó la razón de su decisión, diciendo que los retrasos en la producción del juego y el presupuesto fueron también factores que contribuyeron a su cancelación. "El mercado cambió drásticamente desde que la producción del juego comenzó", dijo Hirshberg. "En esa época era posible que juegos con tanto alcance como True Crime: Hong Kong encontraran un mercado decente". Sin embargo, de acuerdo con el CEO la competencia se había agrandado y solo los juegos más grandes resultan ser un éxito. Hirshberg no veía a True Crime: Hong Kong como un éxito comercial tan grande como Grand Theft Auto, y sin ese potencial no le veía sentido completarlo.

### Derechos adquiridos por Square Enix
En agosto de 2011, Square Enix obtuvo los derechos de publicar el juego. Square Enix siguió trabajando junto con United Front Games en True Crime, más tarde el juego fue renombrado para diferenciarse de su predecesor. "Cuando lo vimos por primera vez y llegó a nuestras manos el juego nos enamoramos", dijo el gerente general de Square Enix London Studios, Lee Singleton, en declaraciones a Gamasutra. "Es uno de esos juegos en los que no quieres soltar el mando, es lo que llamamos adictivo", añadió Singleton. "Cuando nos reunimos con el equipo de United Front Games, fue un hecho en nuestros ojos; - reconocimos al instante el enorme potencial en el juego y el equipo". El presidente de United Front Games Stefan Wessels declaró que estaba emocionado y "muy contentos de trabajar con Square Enix London Studios y su entusiasmo en el juego significa mucho para nosotros".
Reportes de que el juego sería nombrado Sleeping Dogs salieron a la superficie después de un evento de Sony en febrero de 2012. No se habían hecho públicos por Square Enix, pero numerosos informes del Destination PlayStation indicaban que el juego sería lanzado en Microsoft Windows, PlayStation 3 y Xbox 360 en agosto de 2012. La empresa canadiense Future Shop publicó una imagen similar a True Crime: Hong Kong, pero con el logo de Sleeping Dogs . El registro de la marca Sleeping Dogs por parte de Square Enix se reportó en enero de 2012, asociado erróneamente con la saga Kane & Lynch.
Después de tales reportes, Square Enix reveló que True Crime: Hong Kong cambió de nombre por Sleeping Dogs. El anuncio fue acompañado de un avance en vivo y varias capturas de pantalla del juego. El gerente general de London Studios Lee Singleton declaró que Sleeping Dogs "tiene uno de los mejores sistemas de combate cuerpo a cuerpo por ahí". Los desarrolladores declararon que el sistema de combate estaba basado en el filme del director Prachya Pinkaew y protagonizado por Tony Jaa Tom-Yum-Goong. El director de diseño Mike Scupa dijo que Sleeping Dogs "no es tan grande como anteriores True Crime", y el equipo se centró, en cambio, en "densidad de juego" y un "ambiente que realmente fuera la fortaleza de nuestro juego ".
En mayo de 2012, Mike Fischer, presidente y director ejecutivo de Square Enix EE. UU., dijo que Activision estaba "loco" por abandonar True Crime: Hong Kong, afirmando que "el juego fue, en cierto sentido, descubierto por la gente en Wimbledon, y en el minuto que nos lo mostraron, realmente nos sentimos como si hubiéramos encontrado un diamante en bruto. Obviamente el juego fue originalmente True Crime:. Hong Kong de Activision. No puedo hablar de por qué dejaron ir eso, no voy a especular en su nombre. Todo lo que sé es que tienes que estar loco, debido a que este juego es simplemente fantástico ". Square Enix impulsó una versión optimizada para la PC del juego.

## Música
Sleeping Dogs cuenta con una banda sonora que se puede escuchar a través de estaciones de radio, algunas son aportaciones de compañías discográficas reales, mientras el jugador está en un vehículo. Hong Kong cuenta con 10 canales de radio. Los canales presentan una gran variedad de géneros:
- Boosey & Hawkes
- Daptones Radio
- Kerrang! Radio
- Ninja Tune Radio
- Real FM
- Roadrunner Records
- Sagittarius FM
- Warp Radio
- H-Klub Radio
- Softly

La canción usada en el soundtrack de Sleeping Dogs se llama "Sleepwalking" compuesta por Photek presentando a Linche. Sleeping Dogs también cuenta con 8 canciones clásicas para el minijuego del Karaoke.
- Take On Me - A-ha
- All Out of Love - Air Supply
- I Fought the Law - The Clash
- Girls Just Want to Have Fun - Cyndi Lauper
- I Ran (So Far Away) - A Flock of Seagulls
- Hit Me With Your Best Shot - Pat Benatar
- Bad Case of Loving You - Robert Palmer
- Reeling in the Years - Steely Dan

La banda sonora también cuenta con canciones compuestas por el compositor canadiense Jeff Tymoschuk, quién también compuso canciones para los juegos de James Bond publicados por Electronic Arts: (James Bond 007: Nightfire, James Bond 007: Everything or Nothing) además del juego The Simpsons: Hit & Run.

## Lanzamiento y promoción
El juego fue lanzado en Norteamérica en agosto de 2012, el 16 de agosto en Australia, y en agosto 17 en Europa. El lanzamiento en Japón fue planeado para el 27 de septiembre de 2012, donde fue publicado bajo el título 'Sleeping Dogs: Hong Kong Secret Police. La versión japonesa del juego fue censurada para pasar por la clasificación CERO. El cambio más notable es una penalización por atacar a la población civil durante ciertas misiones. Otras diferencias incluyen la eliminación de un personaje que marca el inicio de una carrera callejera, y hacer menos gráfica una escena de sexo. La versión alemana también ha sido censurada para pasar de la clasificación por el USK. Además, la fecha de lanzamiento en Alemania se retrasó por varias semanas.
Antes del lanzamiento, United Front Games usó una fuerte campaña de mercadotecnia viral. Sleeping Dogs se promovió a través de la utilización de numerosos avances de Internet y en TV. Vídeos mensuales fueron publicados en el sitio web oficial de la compañía y en YouTube ofreciendo a los aficionados una vista previa de los próximos contenidos. Para mantenerse en contacto con los aficionados, se usaron redes sociales cómo Facebook y Twitter por miembros del equipo de producción. Sleeping Dogs apareció en puestos de conferencias importantes tales como la Game Developers Conference del 2012, PAX East, MCM London Comic-Con, E3, Comic-Con y la Gamescom.
El 13 de abril de 2012, Square Enix reveló bonos de preventa para compradores en Best Buy, GameStop, y Amazon. Una edición limitada del juego estaba disponible en todas las tiendas del Reino Unido para los consumidores que pre-ordenaron, incluye el "George St. Pierre (GSP) Pack" y "Police Protection Pack".
El 3 de agosto de 2012, información sobre el contenido de promoción para la versión PC de "Sleeping Dogs fue publicada en el sitio web oficial del juego. Los jugadores que compren el juego en Steam obtendrán el "Triad Pack" para Team Fortress 2, que consta de ocho artículos de batalla. Otros jugadores también pueden comprar los artículos en la tienda del juego, y un nuevo mapa temático en Hong Kong, Kong King, estará disponibles para todos los jugadores.
Cualquiera que tenga una partida guardada de Just Cause 2 en su Xbox 360, PlayStation 3, o PC tendrá acceso a vestimenta similar a la del protagonista del juego Rico Rodríguez; el conjunto de ropa estará disponible tan pronto como el jugador visite el armario en la casa de Wei Shen. El conjunto inspirado en Rodríguez ofrecerá un bono a la capacidad de robar carros de los jugadores, que les permite robar los vehículos enemigos desde más lejos.
Un demo del juego fue lanzado en Steam, PlayStation Network y Xbox Live en agosto de 2012, una semana después del lanzamiento del juego.

## Contenido descargable
En agosto de 2012, Square Enix anunció seis meses de contenido descargable para el juego. Los dos primeros contenidos adicionales estaban disponibles a tiempo para el lanzamiento del juego, incluyendo el inspirado en los años 80 Retro Triad Pack, "un vestuario a la vieja escuela con sus atributos Kung-fu y camioneta que hace juego". El Silver Pack añade 3000 Triad, 2000 Cop y 2000 Face puntos de experiencia.
En agosto de 2012, los paquetes Top Dog Gold Pack, Red Envelope Pack y High Roller Pack fueron lanzados. The Top Dog Gold Pack añadió 8,000 Triad, 4,500 Cop and 4,500 Face puntos de experiencia. The Red Envelope Pack añadió 20 sobres, cada uno con HK$50,000 esparcidos por Hong Kong. The High Roller Pack dio acceso temprano al vehículo Tuono y al atuendo High Roller además de $200,000.
En octubre de 2012, los paquetes Street Racer Pack, Tactical Soldier Pack y Community Gift Pack Fueron lanzados. El Street Racer Pack añadió tres nuevas carreras, cada una para un bote, carro y motocicleta. Además de venir también con un atuendo que hace al jugador más resistente al fuego enemigo. El Tactical Soldier Pack añade el arma y armadura más poderosas del juego. El free Community Gift Pack añade un carro Bisai UFG, una playera UFG y una máscara de luchador.
También en octubre salió el paquete SWAT y Screen Legends Pack. El paquete SWAT añadió 20 misiones nuevas y un atuendo SWAT que da más protección contra daño, además de una camioneta SWAT. El Screen Legends Pack añadió un atuendo Wing Chun Master que implementa el contraataque, y un atuendo Lightning Warrior con una espada que no se desgasta.

## Recepción

### Antes del lanzamiento
Gente que tuvo acceso previo al juego lo comparó con otros juegos aclamados por la crítica alabando el estilo de movimiento similar al parkour (similar a Assassin's Creed), el estilo de combate (similar a Batman: Arkham City), los tiroteos en tiempo bala (similar a la serie Max Payne), el combate vehicular (similar a Just Cause 2), las estructuras de las misiones (similar a la serie Grand Theft Auto), la atmósfera (similar a la serie Yakuza), y la profundidad de la historia. El juego también es considerado un homenaje al cine de Hong Kong

### Después del lanzamiento
Sleeping Dogs Recibió críticas positivas. Sitios cómo GameRankings y Metacritic dieron a la versión de PC puntajes de 84.07% y 81/100, a la de PlayStation 3 83.83% y 83/100 y la versión de  Xbox 360 recibió puntajes de 81.61% y 80/100.

### Ventas
Sleeping Dogs fue el juego más vendido en el Reino Unido en la semana de su lanzamiento, convirtiéndose en el quinto mejor vendido de la primera semana de ventas de 2012. Se conservó en el primer puesto en su segunda semana, a pesar de la caída de ventas de un 15%. Regresó a la primera posición en la cuarta semana. Las ventas de Sleeping Dogs aumentaron por 8%, después de unas semanas, venciendo a Tekken Tag Tournament 2. En el Reino Unido, Sleeping Dogs fue el título número 20 más vendido de 2012, Y el juego original más vendido.
De acuerdo a NPD Group, "Sleeping Dogs" fue el sexto juego más vendido en los EE. UU. en agosto de 2012, con 172,000 copias. Las ventas de PC de Sleeping Dogs no pudieron ser contadas, ya que estaba sólo disponible en formato digital en los EE. UU.
De acuerdo con Square Enix, Sleeping Dogs vendió 1,5 millones de copias hasta el final de septiembre de 2012. El presidente de Square Enix, Yoichi Wada, defendió las ventas del juego, indicando que las ventas no han sido pobres, pero que la empresa pudo haber tenido irrazonablemente altas expectativas para el juego y ve a Sleeping Dogs como una nueva y fuerte propiedad intelectual. Wada también dijo que títulos como Sleeping Dogs tienden a vender mejor durante largos períodos de tiempo en Occidente, a diferencia de los juegos en Japón, donde las ventas más importantes se logran más o menos los primeros meses en el mercado.
El 26 de marzo de 2013 Square Enix anunció que se esperaba que el juego de vendiera alrededor de 1,75 millones de copias en las tiendas en 2013. Sin embargo el 10 de septiembre de 2013, Square Enix anunció que Sleeping Dogs, junto con otros de sus grandes lanzamientos, no cumplieron con sus expectativas en el mercado, pero reconoció que fue un éxito en términos de desarrollo de juegos.

## Segunda entrega
En una entrevista con la Official PlayStation Magazine de reino unido en octubre de 2012, el productor Dan Sochan declaró que Square "cree en este juego como una franquicia potencial." Cuando se le preguntó acerca de un segundo capítulo, Sochan respondió: "No puedo comentar sobre una continuación en estos momentos. Nuestra atención se centra en la creación de un DLC de calidad para Sleeping Dogs y complacer a los jugadores que confiaron en nosotros y siguen mostrando interés en la franquicia".
En octubre de 2013, United Front Games confirmó que un juego titulado Triad Wars, basado en el universo de Sleeping Dogs, se encontraba en producción. También confirmaron que sería publicado por Square Enix, y se mostrará al público en el año 2014.
El 20 de enero de 2016, los desarrolladores cerraron los servidores de la beta de Sleeping Dogs: Triad Wars, por lo que no llegó a producirse el lanzamiento oficial.

## Película
En 2017 fue anunciada la película Sleeping Dogs, basada en el universo del videojuego y protagonizada por Donnie Yen. Su estreno estaba previsto para el 21 de agosto del 2020, aunque se retrasó, y según IMDb la película continúa en fase de preproducción con fecha 31 de enero de 2023.